# Nesticus murgis
Nesticus murgis là một loài nhện trong họ Nesticidae.
Loài này thuộc chi Nesticus. Nesticus murgis được miêu tả năm 2003 bởi Ribera & De Mas.